# Ambasciata d'Italia a Bucarest
L'ambasciata d'Italia a Bucarest è la missione diplomatica della Repubblica Italiana in Romania, con sede a Bucarest.

## Storia

### I rapporti bilaterali
I rapporti diplomatici fra Italia e Romania iniziano già dal 27 ottobre 1878, quando il Principato rumeno ottenne l'indipendenza dall'Impero ottomano (a seguito della guerra russo-turca del 1877-1878). Annibale Strambio fu nominato console e agente diplomatico del Regno di Sardegna a Bucarest subito dopo l'emergere dei Principati Uniti attraverso l'unione del 1859 tra Moldavia e Valacchia (in un momento in cui, all'indomani della guerra di Crimea, la Sardegna era uno delle potenze europee che sovrintendevano alla nascita del nuovo stato). Nel frattempo, la Sardegna guidò l'unificazione italiana, con Strambio che fu il primo a rappresentare il nuovo stato italiano.

## Cronologia dei diplomatici

### Consoli e agenti (1859-1878)
| Nome                     | Data dell'incarico |
| Annibale Strambio        | 20 marzo 1859      |
| Francesco Teccio di Bayo | 23 ottobre 1865    |
| Romano Suzinno           | 22 febbraio 1867   |
| Saverio Fava             | 27 settembre 1868  |

### Ministri plenipotenziari (1878-1945)
| Nome                                  | Data dell'incarico |
| Saverio Fava                          | 27 ottobre 1878    |
| Giuseppe Tornielli Brusati di Vergano | 5 dicembre 1879    |
| Francesco Curtopassi                  | 2 gennaio 1888     |
| Emanuele Beccaria Incisa              | 3 febbraio 1895    |
| Carlo Fasciotti                       | 18 giugno 1911     |
| Alberto Martin-Franklin               | 1 agosto 1919      |
| Pompeo Aloisi                         | 1 marzo 1923       |
| Carlo Durazzo                         | 1 ottobre 1925     |
| Gabriele Preziosi                     | 8 marzo 1928       |
| Ugo Sola                              | 27 ottobre 1932    |
| Pellegrino Ghigi                      | 23 dicembre 1938   |
| Renato Bova Scoppa                    | 11 luglio 1941     |

### Incaricarti d'affari (1945-1947)
| Nome               | Data dell'incarico |
| Pietro Gerbore     | 13 marzo 1945      |
| Manlio Castronuovo | 20 febbraio 1947   |

### Ministri plenipotenziari (1947-1964)
| Nome                                      | Data dell'incarico |
| Michele Scammacca del Murgo e di Agnone   | 17 ottobre 1947    |
| Alberto Calisse                           | 14 marzo 1951      |
| Francesco Lo Faro                         | 22 maggio 1955     |
| Alberto Paveri Fontana di Fontana Pradosa | 23 ottobre 1959    |

### Ambasciatori (1964-oggi)
| Nome                                      | Data dell'incarico              | note |
| Alberto Paveri Fontana di Fontana Pradosa | 15 luglio 1964                  |      |
| Niccolò Moscato                           | 5 novembre 1964                 |      |
| Antonino Restivo                          | 30 settembre 1972               |      |
| Ernesto Quintino Bolasco                  | 24 marzo 1975                   |      |
| Benedetto Santarelli                      | 10 agosto 1981                  |      |
| Sergio Cattani                            | 23 settembre 1985               |      |
| Luigi Amaduzzi                            | 12 novembre 1988                |      |
| Bernardo Uguccioni                        | 15 luglio 1991                  |      |
| Giuseppe de Michelis di Slonghello        | 16 gennaio 1995                 |      |
| Anna Blefari Melazzi                      | 30 aprile 1998                  |      |
| Stefano Ronca                             | 12 maggio 2003                  |      |
| Daniele Mancini                           | 7 novembre 2005                 |      |
| Mario Cospito                             | agosto 2008 - gennaio 2013      |      |
| Diego Brasioli                            | febbraio 2013                   |      |
| Marco Giungi                              | 11 maggio 2017 - 16 luglio 2021 |      |
| Alfredo Maria Durante Mangoni             | 16 luglio 2021 - in carica      |      |